# Strathocles ribbei
Strathocles ribbei là một loài bướm đêm trong họ Noctuidae.